# Reinhardtsdorf-Schöna
'
Reinhardtsdorf-Schöna' là một thị xã thuộc huyện Sächsische Schweiz-Osterzgebirge, trong bang tự do Sachsen, Đức. Đô thị này có diện tích 31,75 ki lô mét vuông, dân số thời điểm ngày 31 tháng 12 năm 2006 là 1603 người. Đô thị này nằm gần biên giới với Cộng hòa Séc. Đây là một địa điểm du lịch với các hoạt động leo núi, cưỡi ngựa.